# 丹尼爾·希恩
丹尼爾·希恩（英語：Daniel P. Sheehan，1945年4月9日—）是美國憲法和公眾利益律師。

## 生平
希恩畢業於哈佛法學院。在他40年的律師職業生涯中曾參與了許多重大歷史案件的法律訴訟歷程，包括五角大厦文件案和水門案等。
1976年，希恩擔任國會研究處科學與技術分析師瑪西婭·史密斯（Marcia Smith）的顧問。
1980年他創立了公益律師事務所克里斯蒂研究所，並擔任總法律顧問和調查主任。該組織目前由羅梅羅研究所延續。
長期以來，希恩對不明飛行物現象一直感興趣。他參與了幽浮學家史蒂芬·格里爾領導的「揭秘计划」，擔任總法律顧問。希恩還是不明飛行物舉報人、國防部高等航太威脅辨識計畫前負責人路易斯·艾利桑多的律師。

## 外部連結
- 官方网站 （英文）
- 丹尼爾·希恩的Facebook專頁
- 丹尼爾·希恩的X（前Twitter）
- 丹尼爾·希恩在互联网电影资料库（IMDb）上的資料（英文）